# Natoma Bay (Schiff)
Die USS Natoma Bay (CVE-62) war ein im Oktober 1943 in Dienst gestellter Geleitflugzeugträger der United States Navy. Das Schiff gehörte der Casablanca-Klasse an und war während des Zweiten Weltkriegs im Einsatz. Wenige Monate nach Kriegsende wurde es im Mai 1946 ausgemustert und nach über einem Jahrzehnt in der Reserveflotte 1960 abgewrackt.

## Geschichte
Die ursprünglich am 17. Januar 1943 unter dem Namen Begum bei den Kaiser Shipyards in Vancouver auf Kiel gelegte Natoma Bay lief am 20. Juli 1943 vom Stapel und wurde nur knappe drei Monate später am 14. Oktober desselben Jahres unter dem Kommando von Captain Harold L. Meadow in Dienst gestellt.
Nach Probefahrten vor der Küste Kaliforniens war das Schiff bis zum 3. Januar 1944 zum Transport von Flugzeugen und Personal zwischen San Diego und Pearl Harbor im Einsatz. Anschließend begann die Natoma Bay Einsätze zur Luftüberwachung sowie für Patrouillenzwecken vor Wotje und Maloelap. Im März 1944 beteiligte sie sich an Angriffen auf Kavieng. Anschließend war das Schiff in Funktion eines Geleitträgers zum Schutz von Konvois von und nach Emirau tätig und nahm an Einsätzen gegen Rabaul teil.
Im April 1944 folgten weitere Angriffe auf Hollandia und die Tanahmerah-Bucht. Nach der Landung von US-Truppen auf diesen Inseln waren die Bordflugzeuge der Natoma Bay mit der Zerstörung japanischer Stellungen beauftragt. Für die Schlacht in der Philippinensee im Juni 1944 beförderte das Schiff Kampfflugzeuge vom Typ Republic P-47 nach Saipan.
Am 23. Juni 1944 wurde die Natoma Bay vor Saipan Ziel eines Angriffs von Bombern aus der Präfektur Aichi. Diese warfen mehrere Torpedos ab, die jedoch nicht trafen. Seit dem 25. Oktober befand sich der Träger als Flaggschiff von Konteradmiral Felix Stump im Golf von Leyte. Auch dort waren die Bordflugzeuge der Natoma Bay an mehreren Angriffen beteiligt. Am 26. Oktober waren Flugzeuge des Schiffes an der Versenkung eines japanischen Leichten Kreuzers in der Visayas-See beteiligt.
Im Januar 1945 beteiligte sich die Natoma Bay durch Luftunterstützung ihrer Flugzeuge bei der Einnahme von San Fabian sowie im Februar 1945 bei der Landung vor Iwojima. Einen weiteren wichtigen Einsatz hatte das Schiff im März bei der Einnahme von Okinawa.
Am 7. Juni 1945 wurde die Natoma Bay von einem japanischen Flugzeug des Typs Mitsubishi A6M getroffen und auf Höhe des Flugdecks beschädigt. Durch den Einschlag und der daraus resultierenden Explosion kam ein Besatzungsmitglied ums Leben, vier weitere wurden verletzt.
Nach Reparaturarbeiten ab dem 20. Juni 1945 in Guam konnte das Schiff am 19. August San Diego einlaufen. Ihr aktiver Einsatz war hiermit beendet. Am 29. Dezember 1945 wurde die Natoma Bay der Reserveflotte unterstellt, wo sie am 20. Februar 1946 offiziell ausgemustert wurde. Nach 13 weiteren Jahren in der Reserve wurde das Schiff im Juli 1959 zum Abwracken nach Japan verkauft und dort 1960 zerlegt, nachdem es bereits im September 1958 aus dem Naval Vessel Register gestrichen wurde.
Die Natoma Bay erhielt für ihren Kriegseinsatz sieben Battle Stars.